# Iberolacerta cyreni
La lagartija carpetana (Iberolacerta cyreni) es una especie de lagartija de la familia Lacertidae endémica del Sistema Central, España.

## Descripción

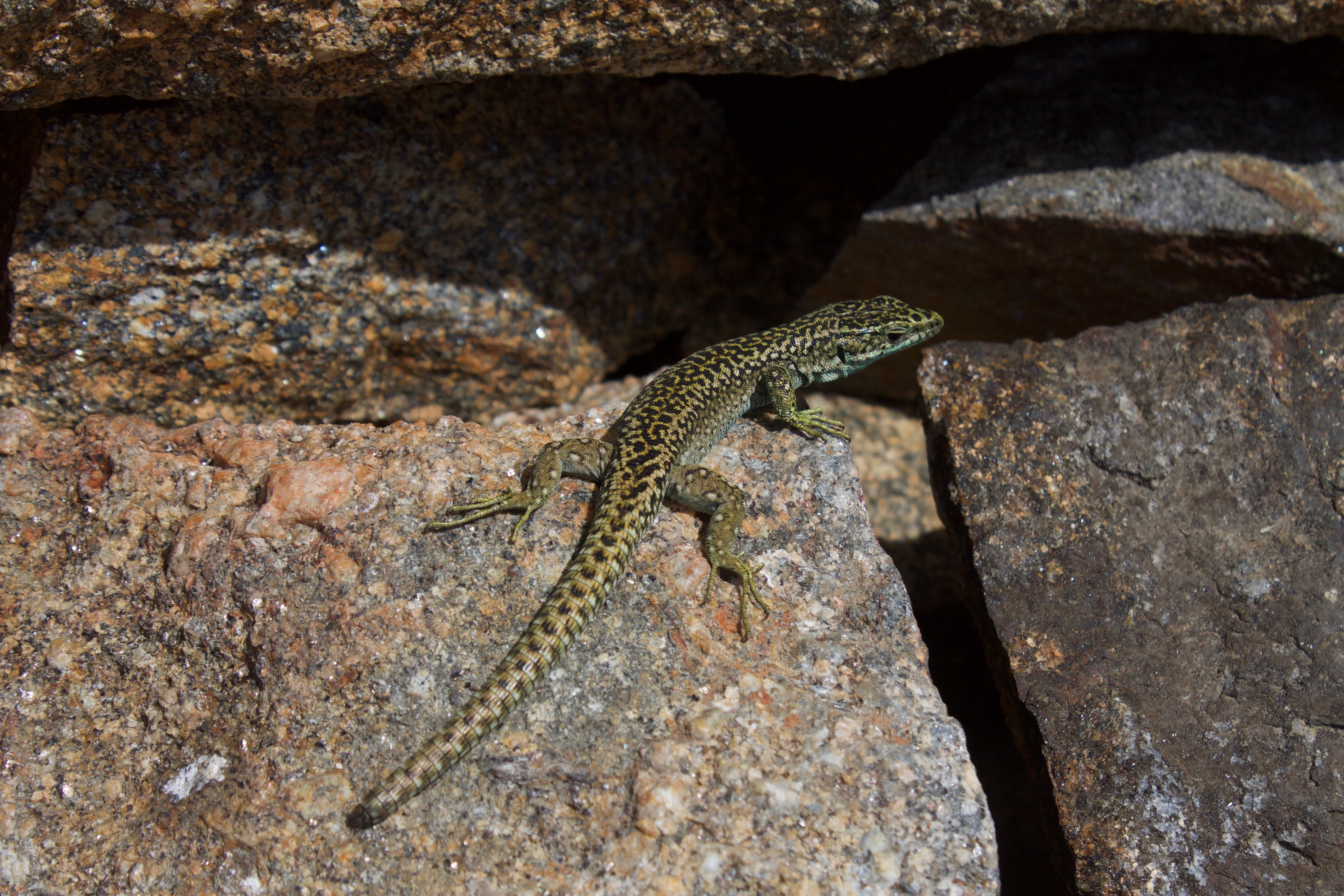
Ejemplar en la Sierra de Gredos, con la cola seccionada

Lagartija de tamaño mediano, robusta y con la cola casi dos veces el tamaño del cuerpo. Cabeza grande y relativamente aplastada. Longitud de cabeza y cuerpo de 84 mm y 91 mm las hembras, peso entre 6 y 10 g para adultos.
Dorso de tonos variables, de pardo a verde brillante, en machos adultos, manchado de puntos o manchas negruzcas, más densas en los costados. Con ocelos azul oscuro en los laterales, vientre blancuzco o azulado y la garganta sin pigmentación oscura. Dimorfismo sexual tanto en tamaño, machos más grandes, como en coloración, hembras pardas verde en machos.

## Distribución
Endemismo ibérico, se encuentra en el Sistema Central (Sierra de Guadarrama, Gredos y Sierra de Béjar). Las poblaciones del Sistema Central están aisladas en subpoblaciones. En Ávila las poblaciones de Gredos se encuentran aisladas de la mayor población en la Sierra de Béjar. En la sierra de Guadarrama se localiza en las zonas más elevadas de la sierra, desde La Peñota, a través de Cuerda Larga, hasta cerca del puerto de la Morcuera, y desde el puerto de Cotos hasta cerca de Somosierra. Ausente en la sierra de Ayllón.
Tiene un rango altitudinal entre los 1.600 y 2.000 m s. n. m., alcanzando su mayor altitud en Peñalara con 2.340 metros.

## Hábitat
Especie típicamente ligada a roquedos de alta montaña

## Depredación
Entre los depredadores habituales se encuentran reptiles como la culebra lisa europea (Coronella austriaca) y la víbora hocicuda (Vipera latastei), aves como el cuervo (Corvus corax) y roquero rojo (Monticola saxatilis). Dentro de los mamíferos, los jóvenes son presa ocasional del topillo nival (Chionomys nivalis). Existen casos de canibalismo de los recién nacidos por parte de los adultos.[cita requerida]

## Sinonimia
- Lacerta monticola cyreni MÜLLER & HELLMICH, 1937
- Iberolacerta (Iberolacerta) cyreni — ARRIBAS 1997
- Iberolacerta cyreni — MAYER & ARRIBAS 2003
- Iberolacerta cyreni — CROCHET et al. 2004
- Lacerta (Iberolacerta) cyreni — CARRANZA et al. 2004
- Iberolacerta cyreni cyreni — BISCHOFF 2007
- Iberolacerta cyreni — ARNOLD et al. 2007
- Lacerta (Iberolacerta) cyreni — SINDACO & JEREMCENKO 2008
- Iberolacerta cyreni castilliana (ARRIBAS 1996)
- Lacerta cyreni castilliana ARRIBAS 1996
- Iberolacerta cyreni castilliana — MAYER & ARRIBAS 2003
- Iberolacerta cyreni castilliana — CROCHET et al. 2004
- Lacerta (Iberolacerta) cyreni castilliana — SINDACO & JEREMCENKO 2008[2]